# داش‌کسن (شهر)
داش‌کسن (به لاتین: Daşkəsən) شهری در شهرستان داش‌کسن کشور جمهوری آذربایجان است. جمعیت این شهر بر اساس سرشماری سال ۱۹۸۹ میلادی، ۱۰٫۴۳۸ نفر و بر اساس سرشماری سال ۲۰۰۸ میلادی، ۹٫۵۰۰ بوده‌است.